# تی. اریک پیت
توماس اریک پیت (انگلیسی: Thomas Eric Peet؛ ۱۲ اوت ۱۸۸۲ – ۲۲ فوریهٔ ۱۹۳۴) باستان‌شناس و مصرشناس اهل انگلستان بود.
وی دانش‌آموختهٔ «کوئینز کالج» در دانشگاه آکسفورد بود و از سال ۱۹۰۹ به کاوش‌های باستان‌شناسی در مصر مشغول شد.
وی از سال ۱۹۱۳ تا ۱۹۲۸ مدرسِ مصرشناسی در دانشگاه منچستر بود و مدتی را در خلالِ جنگ جهانی اول در هنگِ پادشاهی پیاده‌نظامِ ارتش بریتانیا خدمت کرد. سپس از سال ۱۹۲۰ تا ۱۹۳۳ استاد رشتهٔ مصرشناسی در دانشگاه لیورپول شد و در نهایت از سال ۱۹۳۳ میلادی به سِمَتِ استادیار دانشگاه آکسفورد منسوب شد.
کتابخانهٔ مصرشناسیِ «کوئینز کالج» به افتخار او به نامِ «کتابخانهٔ پیت» نامگذاری شده است.
از او آثار مهمی دربارهٔ مصر باستان بجا مانده است.